# Галлюцинации с закрытыми глазами
Галлюцинации с закрытыми глазами, или визуализации с закрытыми глазами (CEV) — это галлюцинации, которые возникают, когда глаза закрыты или когда человек находится в тёмном помещении. Являются разновидностью фосфена. Некоторые люди сообщают об этих галлюцинациях под воздействием психоделиков, но почувствовать их способен любой человек (например, при засыпании). Сообщается, что они имеют иную природу, чем галлюцинации с открытыми глазами, вызванные теми же соединениями.

## Виды CEV
Всего видов таких галлюцинаций пять, но обычный человек без каких-либо веществ и медитации может почувствовать только двое из них. Для остальных нужно приложить некоторые усилия, что у многих не особо получается.

### Визуальный снег
Самая основная форма восприятия CEV — рябь в глазах, с который сталкивался каждый. Человек может увидеть череду цветных точек, перемещающихся по полю зрения без какого-либо порядка.
Также, некоторые люди могут видеть перемещающиеся цветные пятна в поле зрения, которые аналогично не имеют какого-либо порядка.
Это можно увидеть, когда глаза закрыты и смотрят на заднюю часть век. В ярко освещенной комнате можно увидеть темно-красный цвет из-за небольшого количества света, проникающего через веки и принимающего цвет прошедшей крови. В темной комнате можно увидеть черноту или объект может стать более ярким. Но в любом случае это не плоское неизменное покраснение/чернота. Вместо этого, если активно наблюдать в течение нескольких минут, можно заметить явное неорганизованное движение, случайное поле света/темноты, которое перекрывает покраснение/черноту закрытых век.
Люди, страдающие синдромом визуального снега, видят рябь в глазах при открытых и закрытых глазах независимо от факторов.

### Восприятие света или цветных пятен
На этом этапе человек уже может видеть в своём поле зрения различные цветные фигуры, которые перемещаются по полю зрения и вскоре пропадают. Такие пятна недолговечны и очень быстро пропадают, Для восприятия этого этапа обычно требуется некоторое расслабление и концентрация.

### Движущиеся узоры
Этот этап наиболее часто ощущают люди, принимающие психоделики, такие как ЛСД. На этом этапе человек уже не ощущает рябь в глазах, но её заменяют бесформенные плавающие объекты, иногда напоминающие фракталы. Похожие эффекты проявляются при гипнагогии.
Интересно то, что когда человек открывает глаза, он всё ещё может ощущать этот эффект. В этом состоянии можно видеть вещи, которые кажутся физическими объектами в физическом мире открытыми глазами, но на самом деле их там нет.

### Объёмные галлюцинации
На этот уровень можно войти после полной сенсорной депривации, как это происходит в изоляционной камере или в глубоком трансе под гипнозом, но даже там требуется сильное расслабление. Также, этот эффект проявляется и в момент засыпания (когда человек уже входит в сон).